# ایستگاه متروی ایلینگ جنوبی
ایستگاه متروی ایلینگ جنوبی (انگلیسی: South Ealing tube station) یکی از ایستگاه‌های خط سیرکل متروی لندن است.
این ایستگاه که در ناحیه ایلینگ قرار دارد در سال ۱۸۸۳ میلادی تأسیس شده است.

## نگارخانه

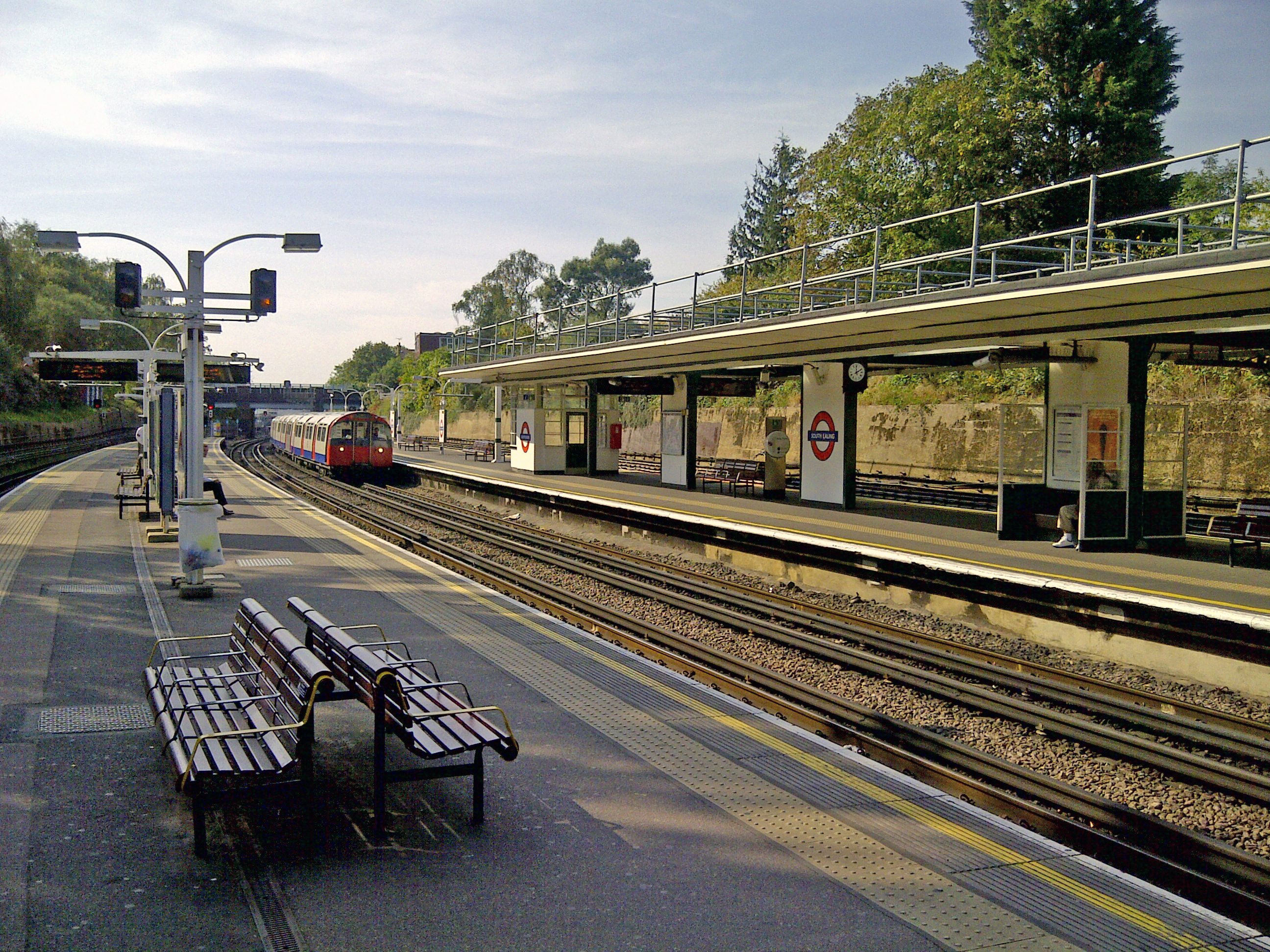
Piccadilly Line train approaching South Ealing
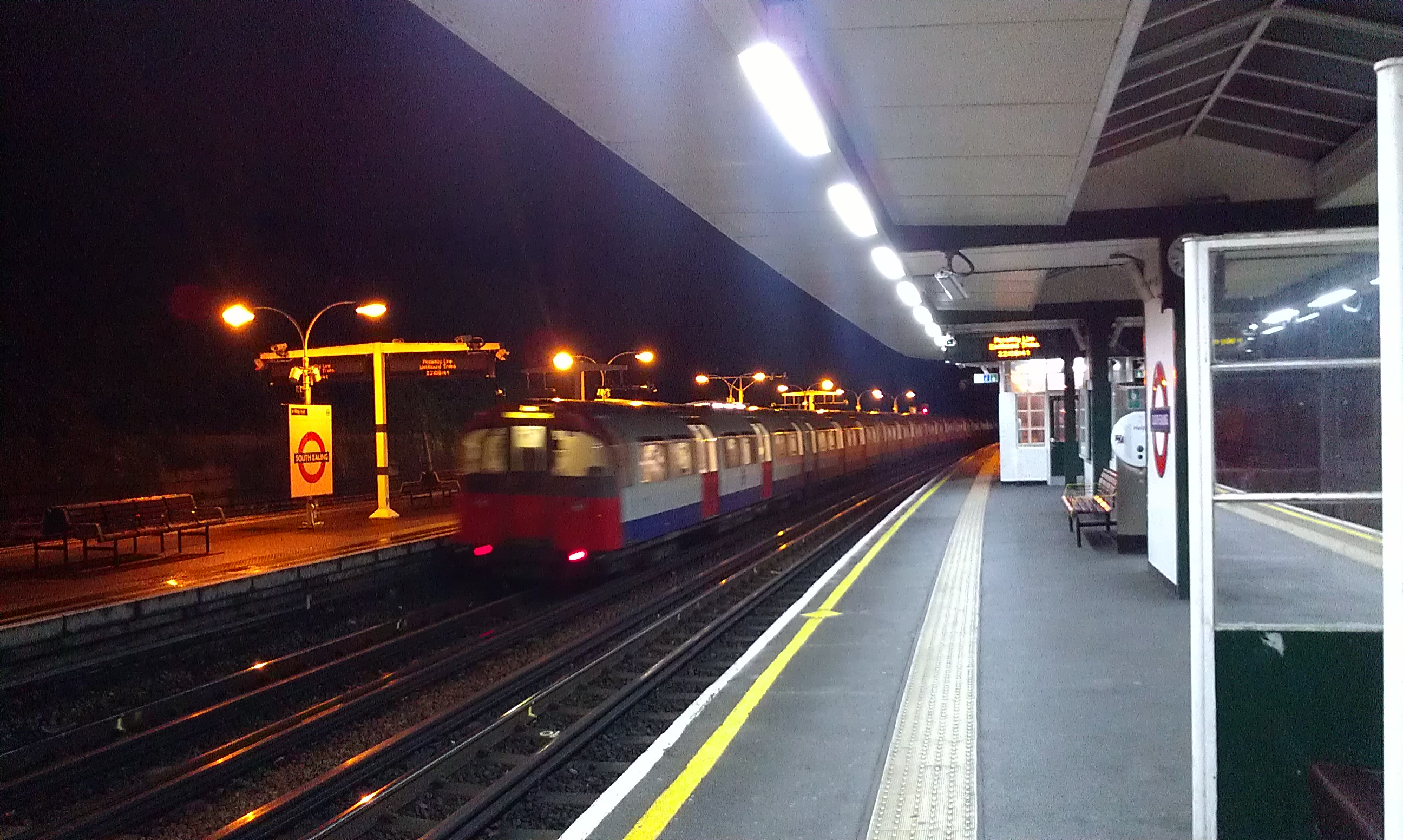
Piccadilly Line train leaving South Ealing, headed westwards.